# Ichijō Tsunetsugu
Ichijō Tsunetsugu (japanisch 一條 經嗣; geboren 1358; gestorben 14. Dezember 1418 in Kyōto) war ein japanischer Hofadliger und Gelehrter der Zeit der Nord- und Südhöfe und der frühen Muromachi-Zeit.

## Leben und Wirken
Ichijō Tsunetsugu führte das „Gō“ „Jōonji“ (成恩寺). Sein leiblicher Vater war Nijō Yoshimoto (1320–1388), da aber der Sohn von Ichijō Tsunemichi (一條 経通; 1317–1365) Fusatsune (房經) früh starb, wurde er von Tsunemichi adoptiert. 1367 erfolgte die Gempuku-(元服)-Zeremonie, mit der er volljährich wurde.
Tsunetsugu durchlief verschiedene Ränge und wurde 1388 Naidaijin,  1391 Junior First Rank (従一位, Shō ichi-i) und 1391 Sadaijin (Minister der Linken). Er wirkte dreimal, von 1394 bis 1399, von 1400 bis 1415 und dann von 1417 bis zu seinem Tode als Kampaku und danebe als Oberhaupt des Ichijō-Klans. 1413 wurde ihm der Titel Jusannomiya (准三宮) verliehen. Zu dieser Zeit wurde er als „Der Spiegel der Hofadligen, der oberste Gefolgsmann der Welt“ bezeichnet.
Während seiner Amtszeit als Kanpaku folgte Tsunetsugu Shogun Ashikaga Yoshimitsu (1358–1408) und empfahl Yoshimitsus Frau, Hino Yasuko (日野康子; 1369–1419), als Nebenfrau des Kaisers Go-Komatsu. Er veröffentlichte „Kitayama-in Goinyū Naiki“ (北山院御入内記), „Shōkoku-ji Tōkuyōki“ (相国寺塔供養記) und „Kitayamadono Gyōkōki“ (北山殿行幸記) – „Besuch des Kaisers in der Kitayama-Residenz“. Er war ein hervorragender Gelehrtes der japanischen und chinesischen Kultur und vererbte sein Talent an seinen Sohn Ichijō Kaneyoshi (1402–1481). Er hinterließ auch ein Tagebuch unter dem Titel „Arareki“ (荒暦), das die Zeit von 1381 bis 1415 umfasst.